# 金砂城の戦い
金砂城の戦い（かなさじょうのたたかい）とは、治承4年11月4日（1180年11月22日）、常陸国金砂城（現茨城県常陸太田市上宮河内町）における源頼朝率いる軍と常陸佐竹氏との戦いである。平安時代末期の内乱、治承・寿永の乱のうちの一つ。

## 概要
治承4年（1180年）10月、富士川の戦いに勝利した源頼朝は敗走する平家を追撃すべしと命じるが、上総広常、千葉常胤、三浦義澄らが、まず佐竹氏を討つべきと主張した。その意見を取り入れた頼朝は平家追撃を諦め佐竹討伐に向かうことにする。
10月27日、頼朝は軍勢を引き連れ佐竹氏のいる常陸に向かって出発する。この日は頼朝の衰日（陰陽道で行動に支障があるとされる日）にあたり、周囲は出発に反対したが、頼朝は「27日こそ以仁王の令旨が到着した吉日である」として反対を押し切って出陣した。11月4日、頼朝は常陸国府に入る。そこで軍議が開かれた。
まず、上総広常が、縁者である佐竹家の嫡男・佐竹義政を矢立橋に誘い出し誅殺した。この動きを見て動揺した佐竹氏の中には頼朝方に寝返ったり逃亡する者も出てきた。5日、金砂城に立て籠もった次男の佐竹秀義らに対して総攻撃が仕掛けられ、熊谷直実、平山季重が真っ先に城を登った。佐竹氏当主隆義は在京中で不在であったものの、金砂城が断崖に位置する難攻不落の城郭であり、佐竹氏の守りは強固であると見た頼朝は、広常の献策により、金砂城には入城していなかった秀義の叔父佐竹義季を味方につくよう勧誘する。義季は頼朝軍に加わって金砂城を攻撃した。城のつくりに詳しい義季の案内で金砂城は攻め落とされた。
その後、城を守っていた秀義は奥州（または常陸奥郡）の花園城へと逃亡した。
佐竹義季は御家人に列せられ、佐竹秀義の所領が頼朝の家人たちに与えられた。新たな占領地を得たことによる御家人たちへの恩賞、地理的には現に鬼怒川水系と香取海を支配して更に北の奥州藤原氏と提携の可能性があり、関東に残る平氏方最大勢力であった佐竹氏を屈服させた事は、関東を基盤とした頼朝政権確立の上で重要な位置を占める戦いであった。
しかし、頼朝は関東の諸豪族に対しては一旦帰服を促す使者を派遣した上で対応を決定しているのに対して、佐竹氏に対してはそうした動きが確認できないことから、この戦いは相馬御厨や香取海沿岸の帰属問題で佐竹義宗（隆義の弟）や片岡常春と対立関係にあった上総広常・千葉常胤などの房総平氏および同一族と婚姻関係にある三浦義澄が房総地域から佐竹氏勢力を排除するために頼朝に攻撃を要求したとする学説もある。また、『延慶本平家物語』によると治承5年（1181年）の春に佐竹隆義が頼朝と戦った記載があったり、『玉葉』の治承5年4月21日条に浮説ながら佐竹氏が常陸国で頼朝と敵対したとの記載がある。また佐竹氏の存在が奥州藤原氏と共に頼朝の上洛拒否の理由とされた。以上のようなことから、この金砂城の戦いのみで佐竹氏を屈服させたわけではなく、治承・寿永の乱の後期まで佐竹氏は常陸国において頼朝に対して敵対的な行動を取り続けたとみる学説や奥州合戦の直前まで敵対的行動を取り続けたとする学説もある。
なお、11月7日に頼朝は常陸国府で叔父の志田義広、新宮行家と対面しているが、この二人はのちに源義仲の元に走り、頼朝・義仲対立の火種を生むことになる。